# Кийа
Кийа (егип. Kijˁ, Киа, Кия (возможно, домашняя форма имени)) — жена фараона Эхнатона (XVIII династия). Никогда не носила титула великой супруги царской, однако считается любимой женой Аменхотепа IV . Ранее называлась матерью Тутанхамона, что опровергли последние ДНК-исследования.

## Происхождение
Происхождение Кийи не прояснено. Первые упоминания о ней в научной литературе относятся к 1959—1961 годам. Она не упоминается в правление других фараонов кроме Эхнатона, принадлежащие ей предметы найдены в Амарне, гробнице KV55 в Долине Царей.
Имя Кийа — египтизированная[какая?] форма иностранного имени, что может указывать на чужеземное происхождение царицы. Существует версия, что она была принцессой Тадухепой, либо дамой из свиты из Митанни. Амарнский архив сообщает, что Тадухепа стала женой фараона Аменхотепа III в конце его правления, а затем — одной из жён Эхнатона.
Гипотеза о её чисто египетском происхождении также существует. Имя Кийи может переводиться как «обезьянка».

## Титулатура
Кийа носила титулы: «Супруга», «Великая возлюбленная фараона Обеих Земель», «Знатная из Нахарина» (север Сирии), «Высокородная» (др. егип. ta schepset). Она нигде не упоминается как «Наследница» или «Великая царская супруга», что говорит о её не царском происхождении. Главной супругой Эхнатона и его спутницей при проведении религиозных обрядов была царица Нефертити, чьё имя, в отличие от имени Кийи, писалось в картуше. Кийа также присутствует на изображениях церемоний одна или с Эхнатоном, но никогда совместно с Нефертити.

## Биография
Впервые Кийа упоминается после 5 года правления Эхнатона, когда двор переехал в новую столицу Амарну. Часто изображалась в круглом нубийском парике с массивными серьгами в ушах, из-за чего в египтологии её прозвали "Дамма с серьгами". Имела уникальный для египетского царского дома титул: "Супруга царская, особенно любимая". 
На одном из сосудов с ее именнем была оставлена необычно теплая форма обращения:
«Любимая им, та, кто наполняет дворец радостью»
Предполагается , что у Кийи было две дочери, чьи имена доподлинно не известны. Условно одну из них называют Кийа-ташерит, то есть «Кийа-младшая». Есть предположение, что она так же была матерью Бакетатон, хотя принцессу Бакетатон также идентифицируют как сестру Эхнатона. Возможно, имя было указано на стене из гробницы Эхнатона, где изображены две сцены смертей царских особ. На одном из рельефов няня держит младенца. Надпись над именем покойного повреждена, поэтому до сих пор это вызывает споры, но по одной из версий на стене изображена смерть Кийи во время родов. Эта точка зрения также оспариваема.
Кийа была великой хранительницей южного Мару. На юге Амарны находился грандиозный комплекс, в центре которого было озеро более 120 метров в длину. На нем плавали золотые ладьи, на которых проводился ритуал рождения и умирания бога Атона каждое утро и каждый вечер. Особенностью комплекса было изобилие различных водоемов. Полы были расписаны изображениями растений. На территории располагался остров с небольшим павильоном(островной храм), где царица Кийа проводила особые ритуалы проводов солнца на покой каждый вечер во время заката.
Имя и изображения Кийи после ее смерти были подвергнуты уничтожению по приказу царевны Меритатон. Многие рельефы и обозначения были узурпированы и переделаны либо под Нефертити, либо под Меритатон. Её имя на стене южного храма Мару-Атон позже заменили именем Меритатон, а в крупнейшем храме Пер-Атон — на имя третьей дочери Анхесенпаатон. Нефертити была великой супругой царской и главной спутницей Эхнатона, однако она никогда не удостаивалась таких комплементов и обрпщений, коими была одарена Кийа. Судя по всему, именно это и стало причиной последовательных и методичных попыток избавиться от её образа после смерти. Она была ещё жива на 16 году правления Эхнатона. 
В Долине Царей в 1907 году Эдвардом Айртоном была найдена гробница KV55. В ней был женский гроб, переделанный для фараона-мужчины с предположительно мумией Эхнатона. Рядом найдены канопы с именами царицы Кийи. На изножье гроба был написан текст, закрытый золотой обивкой. Предположительно, это строки личного обращения Эхнатона, написанного им для его особо любимой супруги(художественный перевод):
"Буду обонять я дыхание сладостное, выходящее из уст твоих. Буду видеть я красоту твою постоянно, ибо пожелание моё таково. Буду слышать я голос твой сладостный, что летит словно ветер северный. Будет молодеть плоть моя в жизни от любви твоей. Будешь давать ты мне в руках своих пропитание . Буду принимать я его. Буду я жить им. Будешь ты возглашать имя моё в вечности, в бесконечности. И буду я ждать."
Возможными местами захоронения Кийи называются гробницы KV35 или KV63.
Немецкий египтолог Вольфганг Хельк считал, что после смерти Эхнатона Кийа наследовала власть и фигурирует в хеттских источниках под именем Дахамунцу, которая просила правителя хеттов Суппилулиуму I прислать своего сына ей в мужья. Кийу сместила старшая дочь Эхнатона Меритатон, вышедшая замуж за Сменхкару. Большинство египтологов в лице Дахамунцу видят овдовевшую жену Тутанхамона Анхесенамон.

## Мумия KV35YL
Выдвигались версии, что безымянной мумией KV35YL из гробницы KV35 можно считать именно Кийю. Рядом с мумией нашли нубийский парик, в котором часто изображали Кийю. ДНК-анализ в феврале 2010 года показал, что мумия «Молодой дамы» — мать Тутанхамона, родная сестра Эхнатона, что исключает имя Кийи — она никогда не носила титул «дочери фараона» или «сестры фараона». Нефертити также не может быть по той же причине этой мумией. Наиболее вероятными претендентками на личность мумии называются принцессы Небетах и Бакетатон.

## Галерея

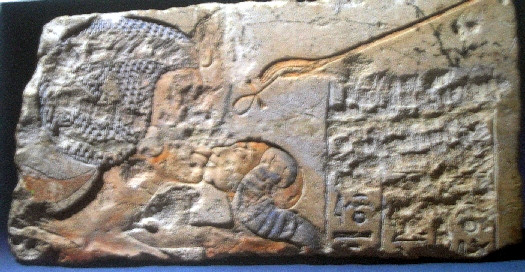
Талатат с изображением Кийи и её дочери
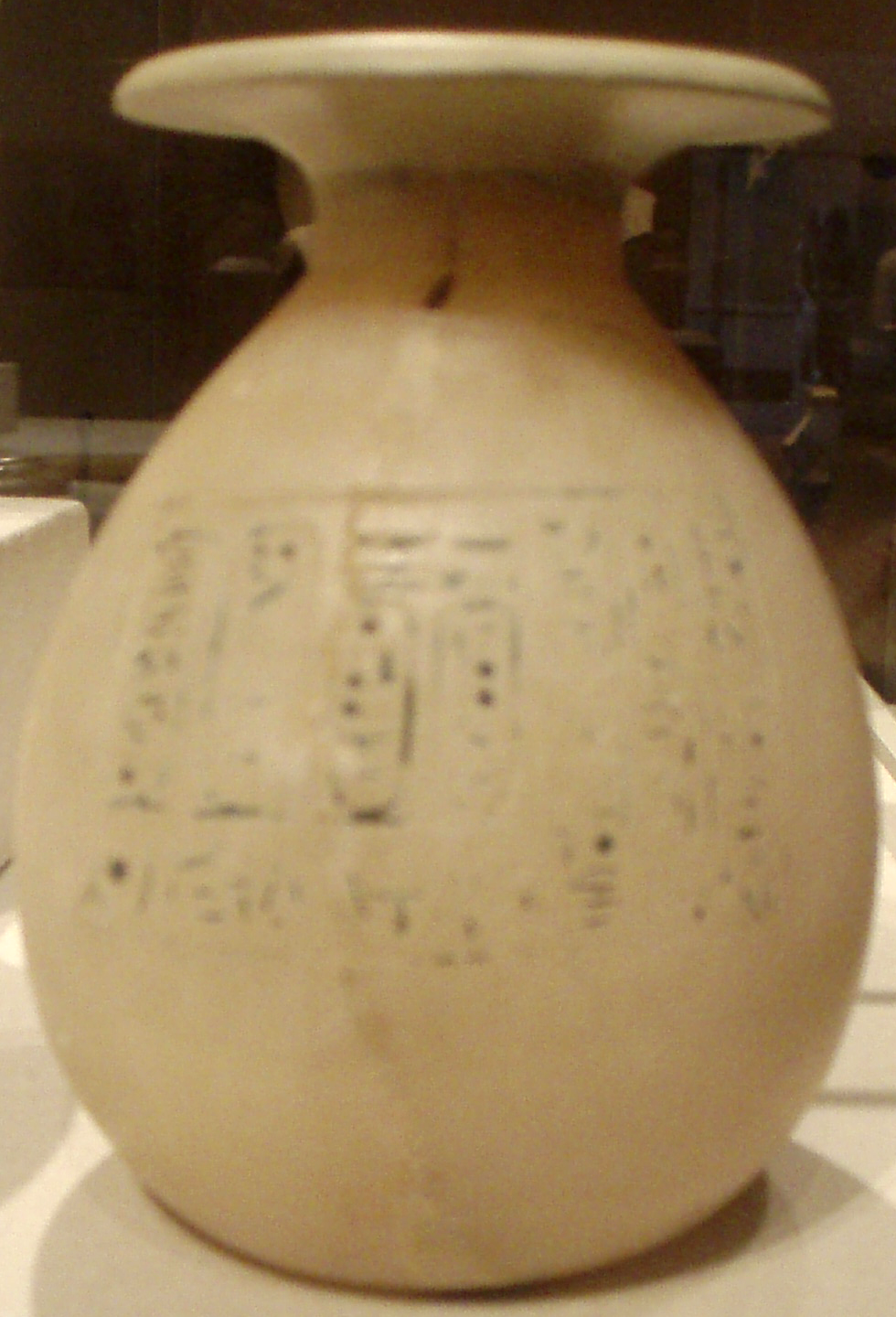
Алебастровый сосуд с именем Кийи. Метрополитен-музей.
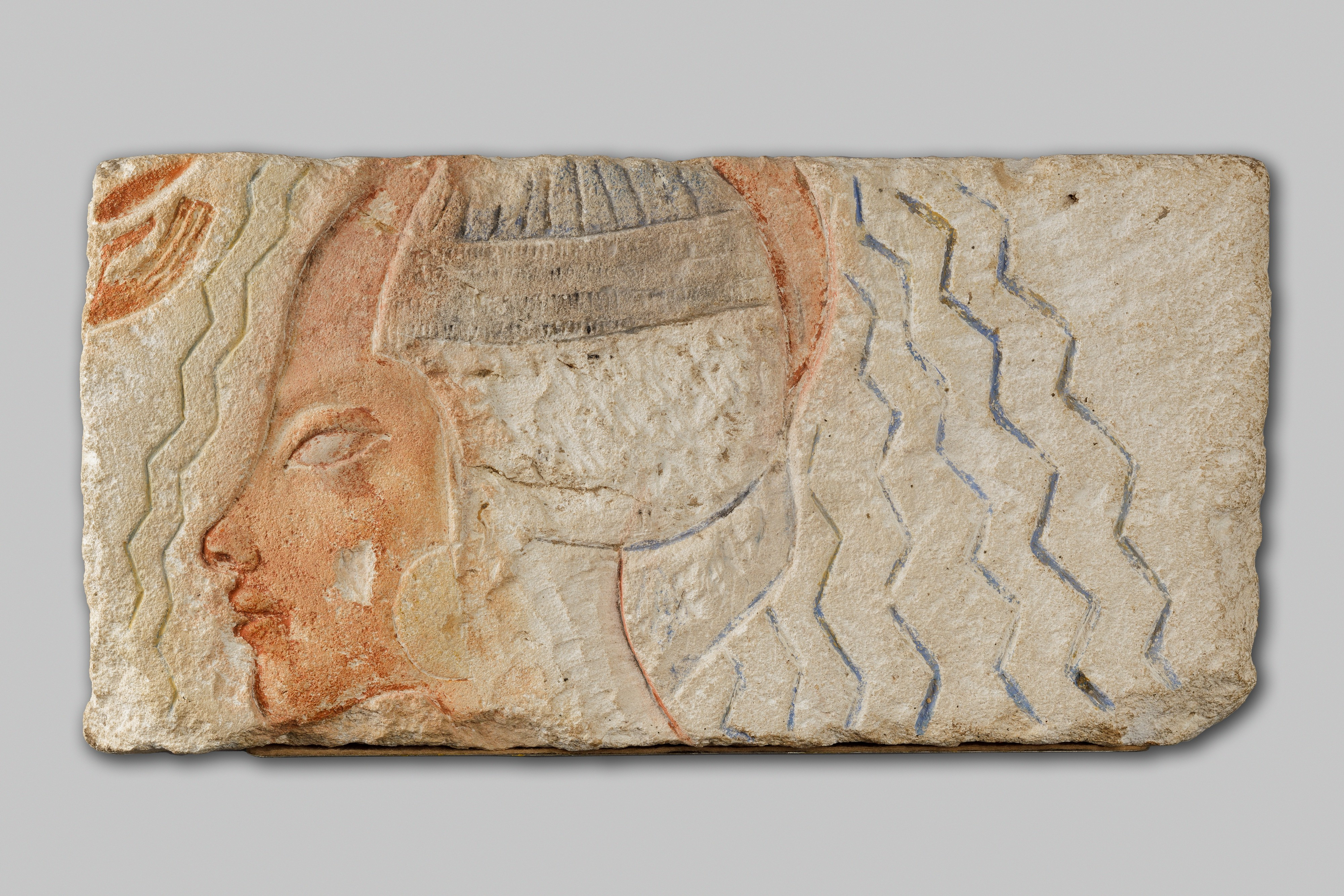
Женщина проходит ритуал омовения. Нубийский парик и серьги Кийи сбиты. Метрополитен-музей
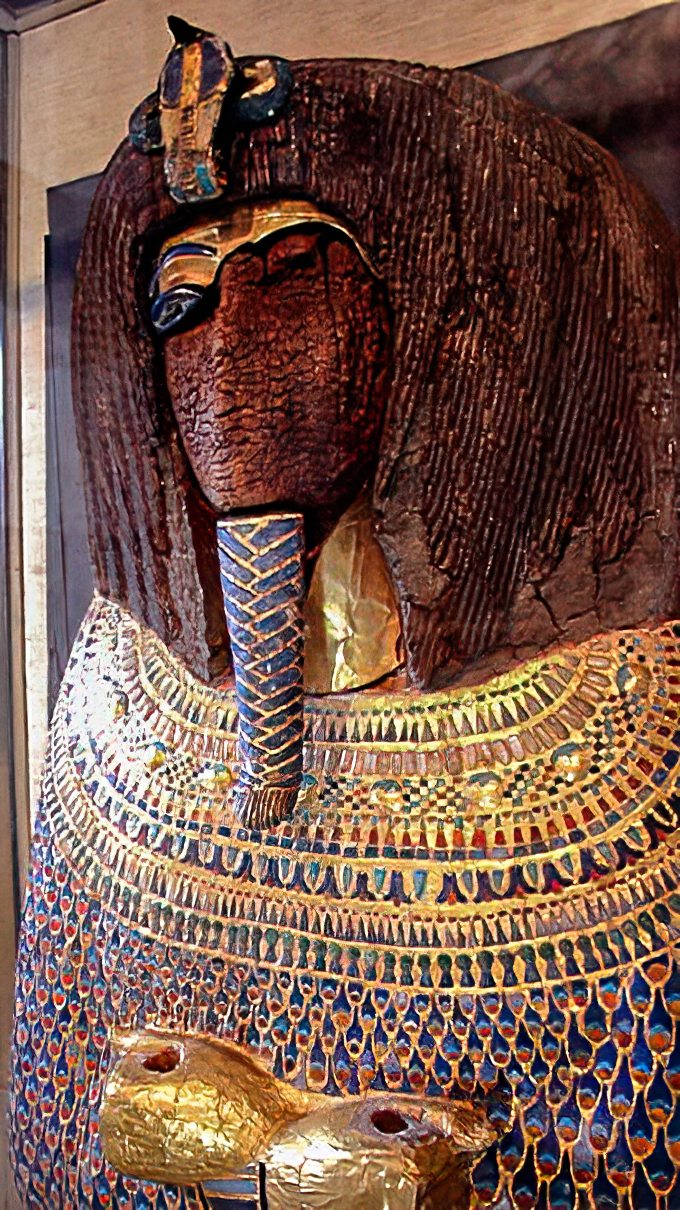
Саркофаг из гробницы KV55, который, как считается, первоначально изготавливался для Кийи. Каирский музей
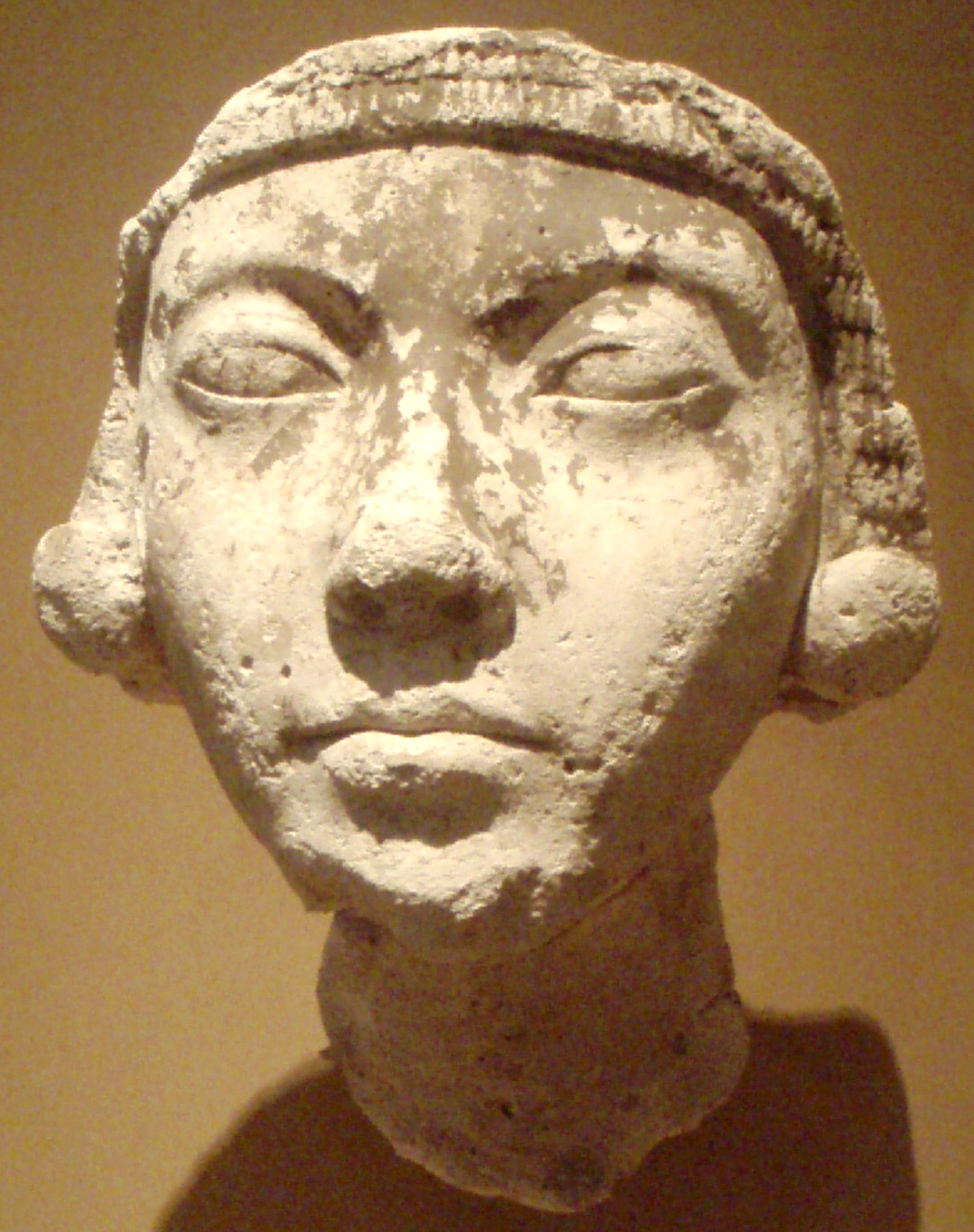
Женщина с крупными серьгами идентифицируется как Кийа. Метрополитен-музей.
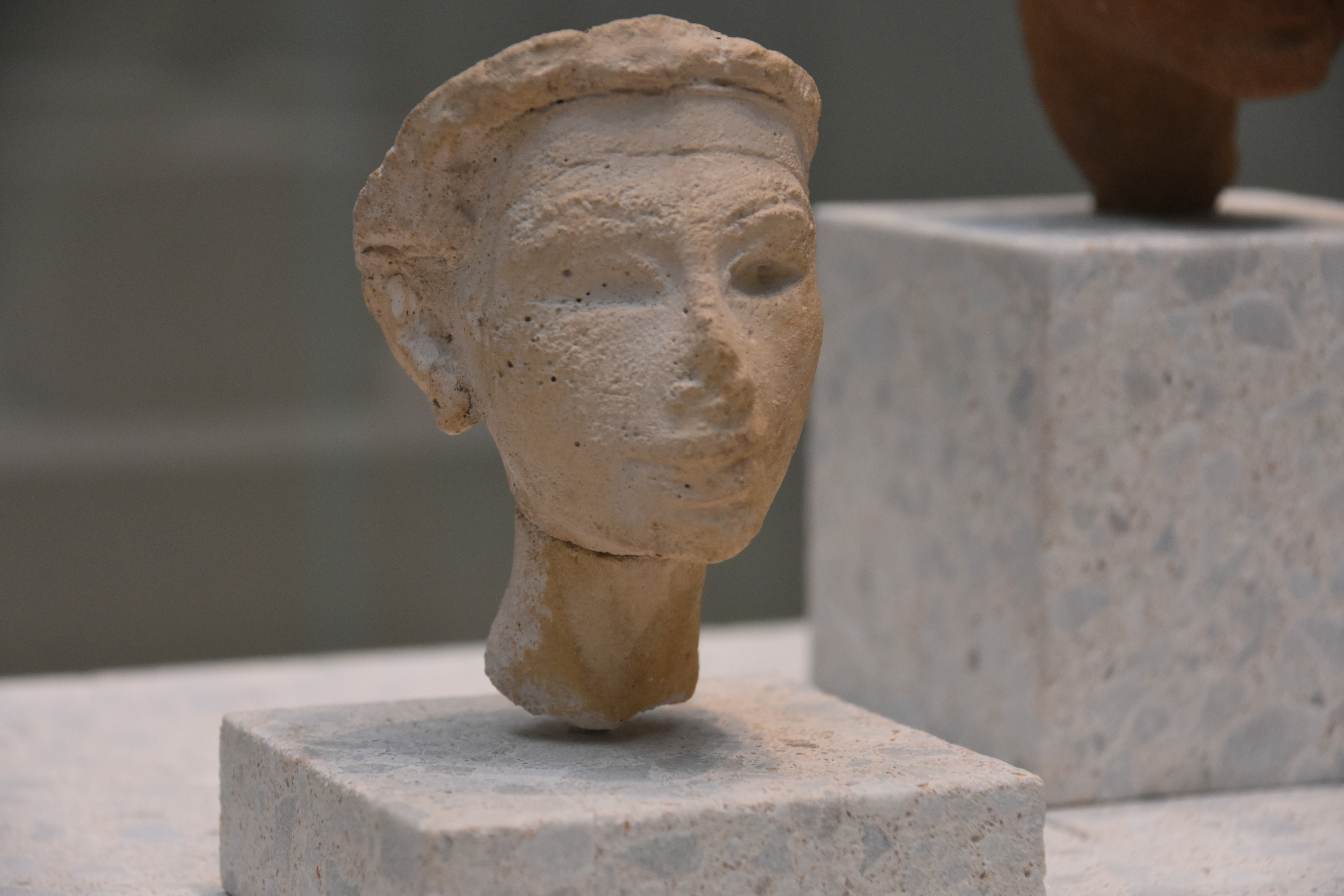
Неоконченное скульптурное изображение Кийи, музей Берлина